# Sidi Yahya Zaer
Sidi Yahya Zaer (arabisch سيدي يحيى زعير, DMG Sīdī Yaḥyā Zaʿīr, Zentralatlas-Tamazight ⵙⵉⴷⵉ ⵉⵃⵢⴰ ⵏ ⵣⵄⵉⵔ) ist eine Stadt mit etwa 12.000 Einwohnern und Hauptort einer Landgemeinde (commune rural) mit ca. 116.000 Einwohnern im Hinterland von Rabat im Norden der Landschaft des Zaer in der Präfektur Skhirate-Témara in Marokko.

## Lage und Klima
Sidi Yahya Zaer liegt etwa 20 km (Fahrtstrecke) südlich der marokkanischen Hauptstadt Rabat in einer Höhe von ca. 120 m. Das Klima ist gemäßigt; Regen (ca. 720 mm/Jahr) fällt überwiegend im Winterhalbjahr.

## Bevölkerung
| Jahr      | 1994  | 2004  | 2014   | 2024   |
| Einwohner | k. A. | k. A. | 10.006 | 12.315 |

Ein Großteil der heutigen Bevölkerung ist berberischer Abstammung und verstärkt seit den 1960er Jahren aus den umliegende Regionen Marokkos zugewandert.

## Wirtschaft
Erst während der Französischen Kolonialzeit begann allmählich die Stadtentwicklung, die sich nach der Unabhängigkeit Marokkos (1956) noch verstärken sollte. Die Wirtschaft ist immer noch in hohem Maße landwirtschaftlich geprägt, doch ist vor allem die Jugendarbeitslosigkeit sehr hoch.

## Geschichte und Sehenswürdigkeiten
Aufgrund der erst seit etwa 100 Jahren dokumentierten Geschichte des Ortes fehlen historische Angaben. Bis ins frühe 20. Jahrhundert war die heutige Stadt kaum mehr als ein Bauerndorf. Der moderne und schnell wachsende Ort hat keine historisch oder kulturell bedeutenden Sehenswürdigkeiten.